# Calle de Alburquerque
La calle de Alburquerque es una vía pública de la ciudad española de Madrid, situada en el barrio de Trafalgar, distrito de Chamberí.

## Descripción
La vía discurre desde la calle de Fuencarral hasta la de Garcilaso. Honra con el título a José Miguel de la Cueva y de la Cerda, xiv duque de Alburquerque, que tuvo un papel destacado en la guerra de la Independencia. Aparece descrita en Las calles de Madrid (1889) de Hilario Peñasco de la Puente y Carlos Cambronero con las siguientes palabras:

Alburquerque. Entre las calles de Fuencarral y Garcilaso. Es de apertura moderna. D. José María de la Cueva, XIV duque de Alburquerque, nació en la segunda mitad del siglo XVIII y fué el General del ejército de España que Napoleón envió á Dinamarca. Cuando volvió a la Península prestó grandes servicios en la guerra de la Independencia, distinguiéndose en el sitio de Cádiz. Murió siendo embajador de España en Londres el 18 de febrero de 1811. Era descendiente de Beltrán de la Cueva, primer duque de Alburquerque en tiempo de D. Enrique IV. Este ducado pasó en este siglo, después de un reñidísimo pleito, á la casa de Alcañices.
(Peñasco de la Puente y Cambronero, 1889, pp. 31-32)